# Tournoi international de hockey pee-wee de Québec

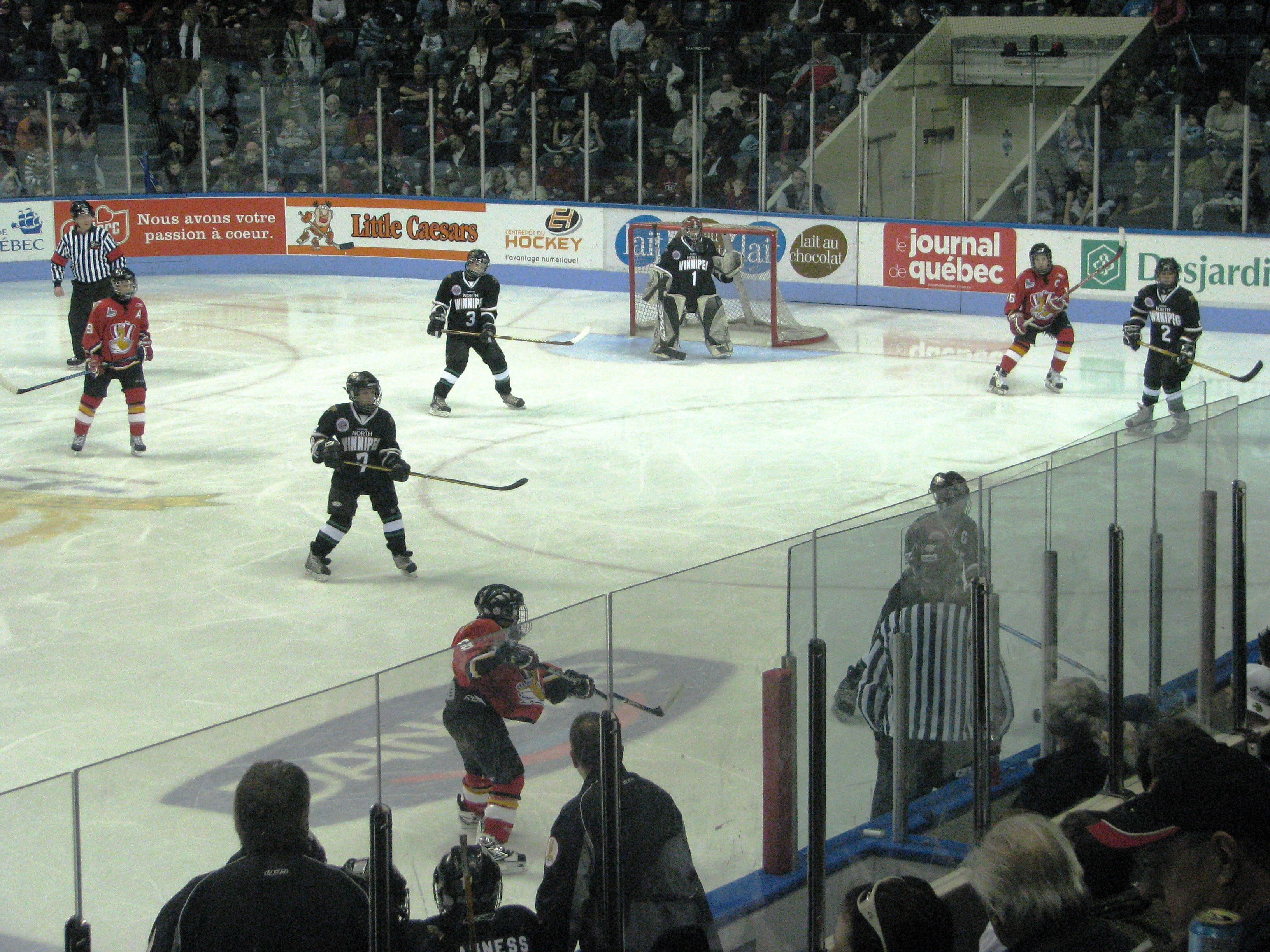
Séquence de jeu au tournoi 2009

Le Tournoi international de hockey pee-wee de Québec est le plus important tournoi de hockey sur glace mineur au monde. Cet événement sportif met en compétition des jeunes de 11 et 12 ans provenant de partout dans le monde. Il est présenté de façon annuelle, au mois de février, au Centre Vidéotron, à Québec.

## Histoire

### Origine
À la suite de la participation des équipes de Québec dans les tournois à Goderich en Ontario et Duluth au Minnesota, Gérard Bolduc décide de fonder un tournoi dans la ville de Québec en 1960. La première édition accueille 28 équipes de trois provinces et deux pays. La présence d’une formation de Boston lui confère le titre de compétition internationale.
Le 20 février 1960, la première partie du Tournoi International de Hockey Pee-Wee de Québec est disputé à l’Aréna du Parc Victoria. Dès le début du tournoi, la popularité a dépassé les attentes des organisateurs. « Le dernier jour, les spectateurs se faisant trop nombreux, on déménagea au Colisée afin de présenter les finales. »

### Les débuts 1961-1977
En 1961, 46 équipes participent au tournoi, dont trois américaines. La  tradition du bénévolat commence déjà à imprégner l’esprit de l’événement : Matt Pavelich et Dalton MacArthur se proposent comme arbitre et officier.
Guy Lafleur marque la troisième édition du tournoi en 1962 et devient la vedette incontestée en marquant 18 buts et 14 aides en sept parties. Le tournoi de 1963 fait connaitre Gilbert Perreault de Victoriaville et Marcel Tremblay. Guy Lafleur est quant à lui à sa deuxième participation. La visite de Jean Béliveau en 1964 fait valoir le prestige du tournoi. Lors de cette cinquième édition, Guy Lafleur est à sa troisième participation et gagne son troisième championnat. Les fils de Gordie Howe, Mark et Marty, jouent au tournoi de 1965 et la visite de la famille attire plusieurs spectateurs. Monsieur Hockey et Jean Béliveau reviendront en 1966. Cette année-là, Le Mexique participe et devient la première équipe à venir d’aussi loin.
En 1968, soit 8 ans après la première édition, le Tournoi accueille son 1 000 000e visiteur Cette même année, Guy Chouinard, Réal Cloutier et Pierre Larouche se sont démarqués en tant que joueurs.
L’Allemagne envoie une formation de Baden-Soellingen 1971. C’est la première équipe européenne à participer au tournoi. L’édition de 1974 est nommée l’année Wayne Gretzky. Le jeune joueur impressionne les spectateurs en marquant 13 buts et 13 aides en quatre parties. À partir de 1975, la relève de la direction du tournoi est prise en main par M. Alex Légaré. La grande partie de l’équipe de Gérard Bolduc, le président fondateur, reste impliquée dans l’organisation ce qui assurera une transition réussie. L’engouement pour l’événement continue son accession et les moyens de financements des équipes qui veulent participer aussi. Un marche-o-thon est organisé par l’équipe de Pine-Point dans les Territoires du Nord-Ouest afin de ramasser 10 000$.

### La triste année 1978
Afin de revitaliser l’événement, la direction du tournoi ouvre la porte à la commandite. Humpty Dumpty est la première compagnie à devenir un commanditaire officiel du tournoi. Cette même année, le tournoi accueille 111 équipes et les performances de Mario Lemieux attirent l’admiration.
Au printemps, un feu ravage le Patro Roc-Amadour et rien ne peut être sauvé. Mis à part la perte financière, c’est la perte des souvenirs irremplaçables (photos, rondelles et archives) qui atteint le plus les organisateurs du tournoi,. 

### La continuité 1979-2008
En 1984, Manon Rhéaume devient la première fille à participer dans le tournoi, ouvrant la porte à plusieurs joueuses qui évolueront dans des équipes mixtes. Elle participera à trois tournois en tant que joueuse. En 2004, Manon Rhéaume participera en tant qu’entraîneuse pour la première équipe entièrement féminine.
Le 4 000 000e spectateur franchit les portes du Colisée Pepsi en 1987. Cette même année, Tatsuo Mayarama, un Japonais arbitre dans le cadre du tournoi. L’édition 1988 confirme la portée internationale du tournoi en accueillant des formations d’Angleterre, de Finlande, d’Allemagne, de Suisse, de France et de l’ancienne Tchécoslovaquie. Cette envergure est reconnue par l’Office du Tourisme du Québec qui lui attribue le plus grand prix. Deux événements majeurs marquent le tournoi de 1989. Le Japon est représenté pour la première fois et une équipe de l’ancienne U.R.S.S. se rend en finale du tournoi. Aleksandr Kharlamov, fils de Valeri Kharlamov, fait partie de l’équipe soviétique. En 1999, une sélection de l'Afrique du Sud prend part au tournoi évoluant dans la classe International-C.

### Le50eanniversaire en 2009

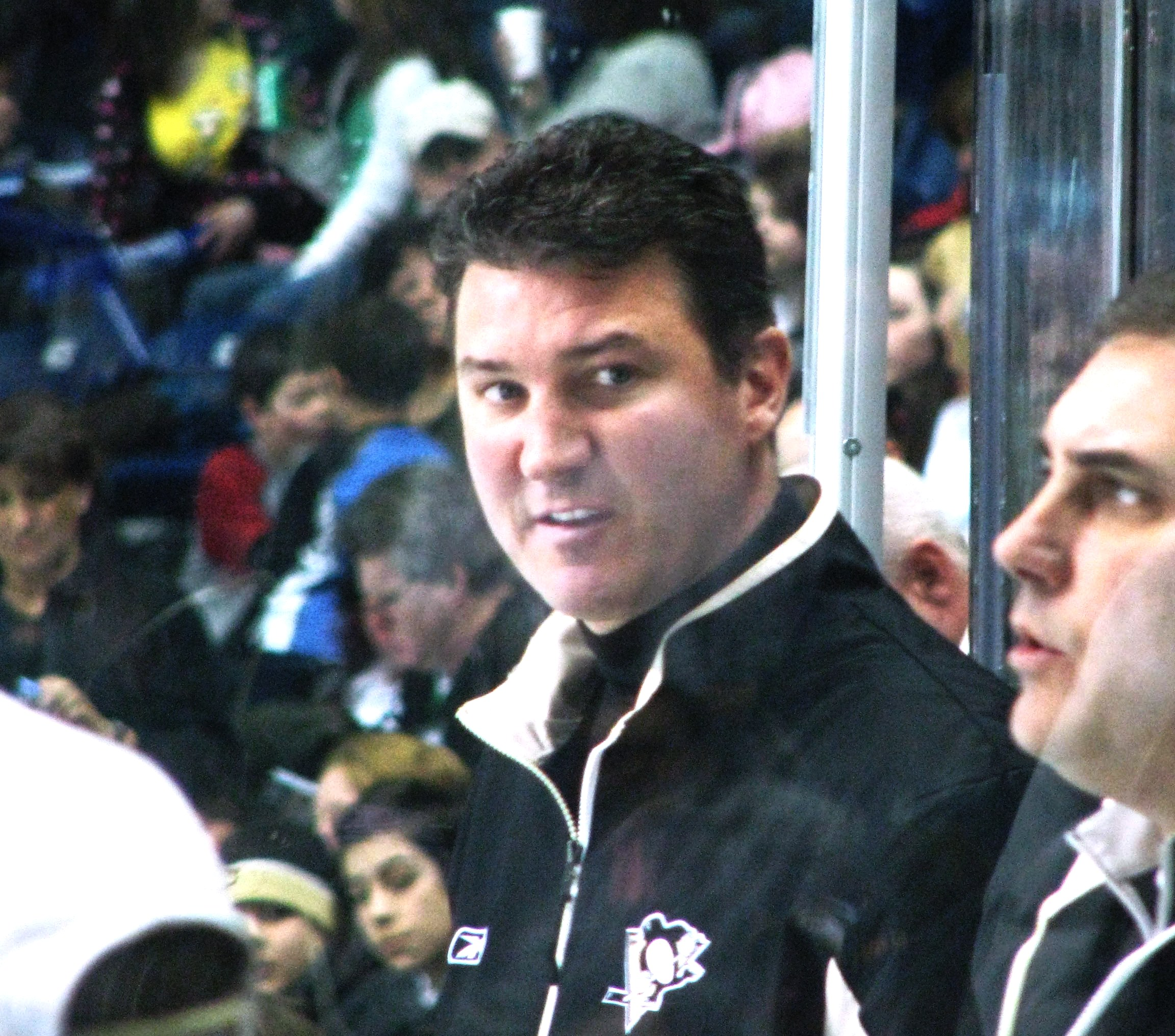
Mario Lemieux agissant en tant qu'entraîneur de l'équipe de Pittsburgh au tournoi de 2009

Pour marquer la 50e édition du tournoi, il fut organisé une partie des légendes du tournoi. Cette partie fut présentée le au Colisée Pepsi le 21 février 2009. Les joueurs présents ont marqué le tournoi à leur façon. Certains ont connu des carrières exceptionnelles au sein de la Ligue nationale de hockey, d'autres ont plutôt marqué le hockey junior et professionnel mineur. Fait à noter, la présence de Mark Messier qui n'a jamais évolué lors du tournoi en tant que joueur mais comme entraîneur des Petits Rangers en compagnie de son père, Doug Messier.
L'édition 2015 est la dernière à être jouée au Colisée Pepsi qui fermera dans les mois suivants. L'édition 2016 est la première à être jouée au tout nouveau Centre Vidéotron.

### Nouvelle décennie
2020 marque un nouveau chapitre pour le tournoi. 2 nouveaux pays y participent: la Corée du Sud (Chadwick Dolphins) et la Croatie (Croatia Select). Le tournoi de l'année 2021 a été annulé en raison de la Pandémie de Covid-19 au Québec. Une première dans son histoire.

## Honneurs
Hommage aux bénévoles du tournoi Pee-Wee de Québec, œuvre de Guillaume D. Cyr (2021) : statues de bronze du défenseur Sylvain Côté et de la gardienne de but Manon Rhéaume, pionnière québécoise du hockey féminin présente à la Place Jean-Béliveau

## Galerie

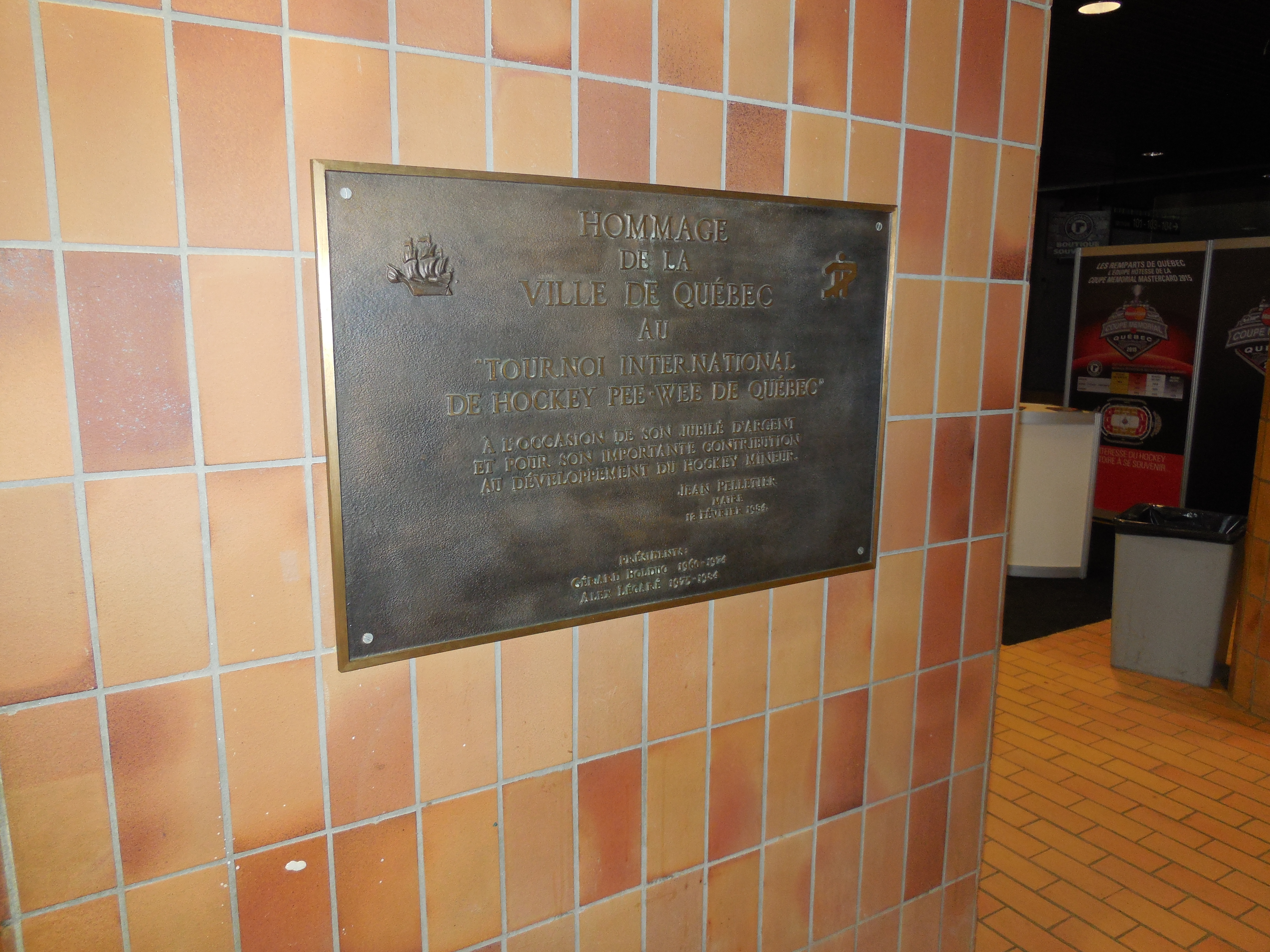
Plaque hommage au Tournoi international de hockey pee-wee de Québec qui était présente au Colisée de Québec de 1984 à 2015 - 25 ans
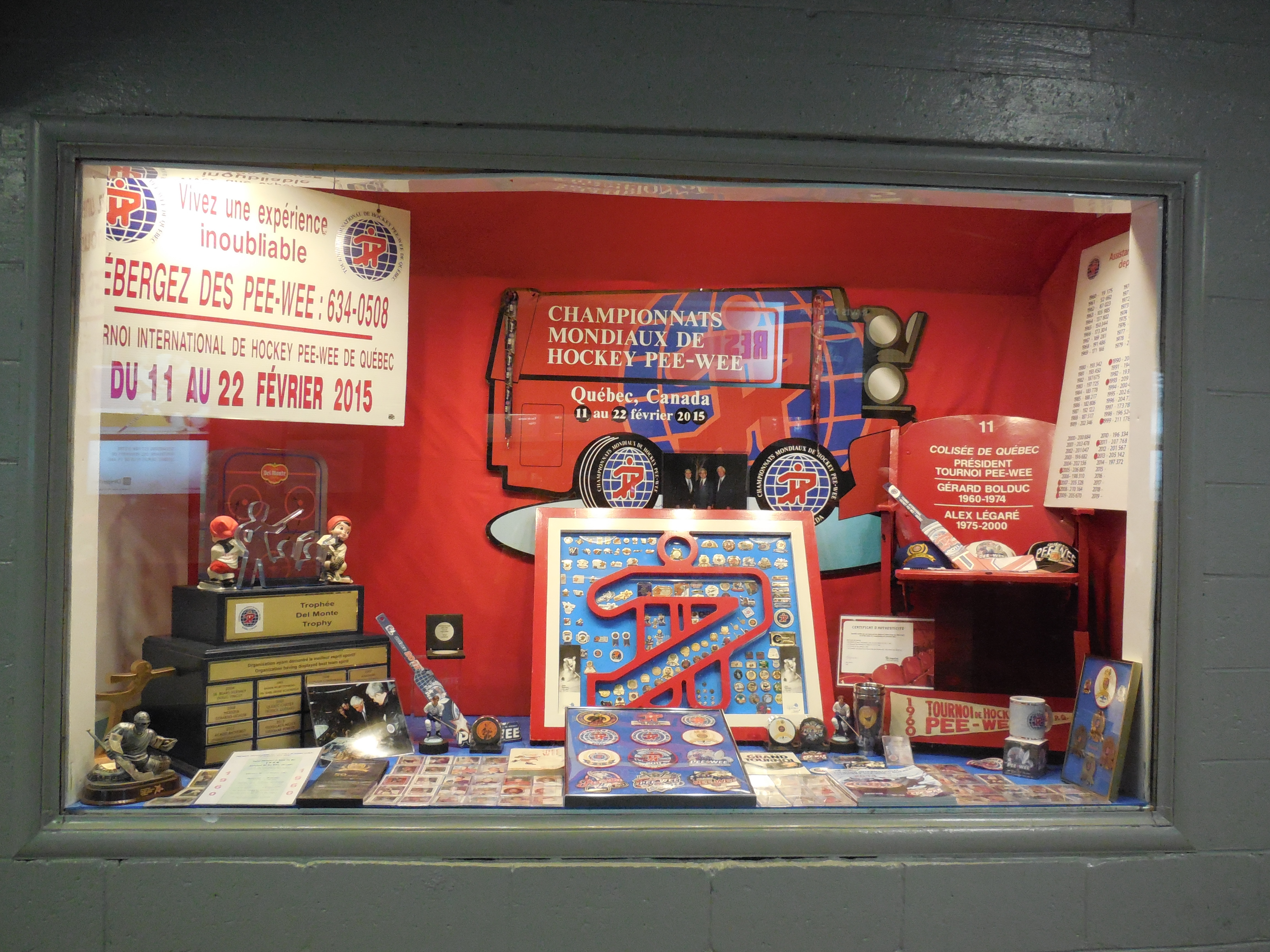
Vitrine commémorative et publicitaire pour le Tournoi international de hockey pee-wee de Québec qui était présente au Colisée de Québec
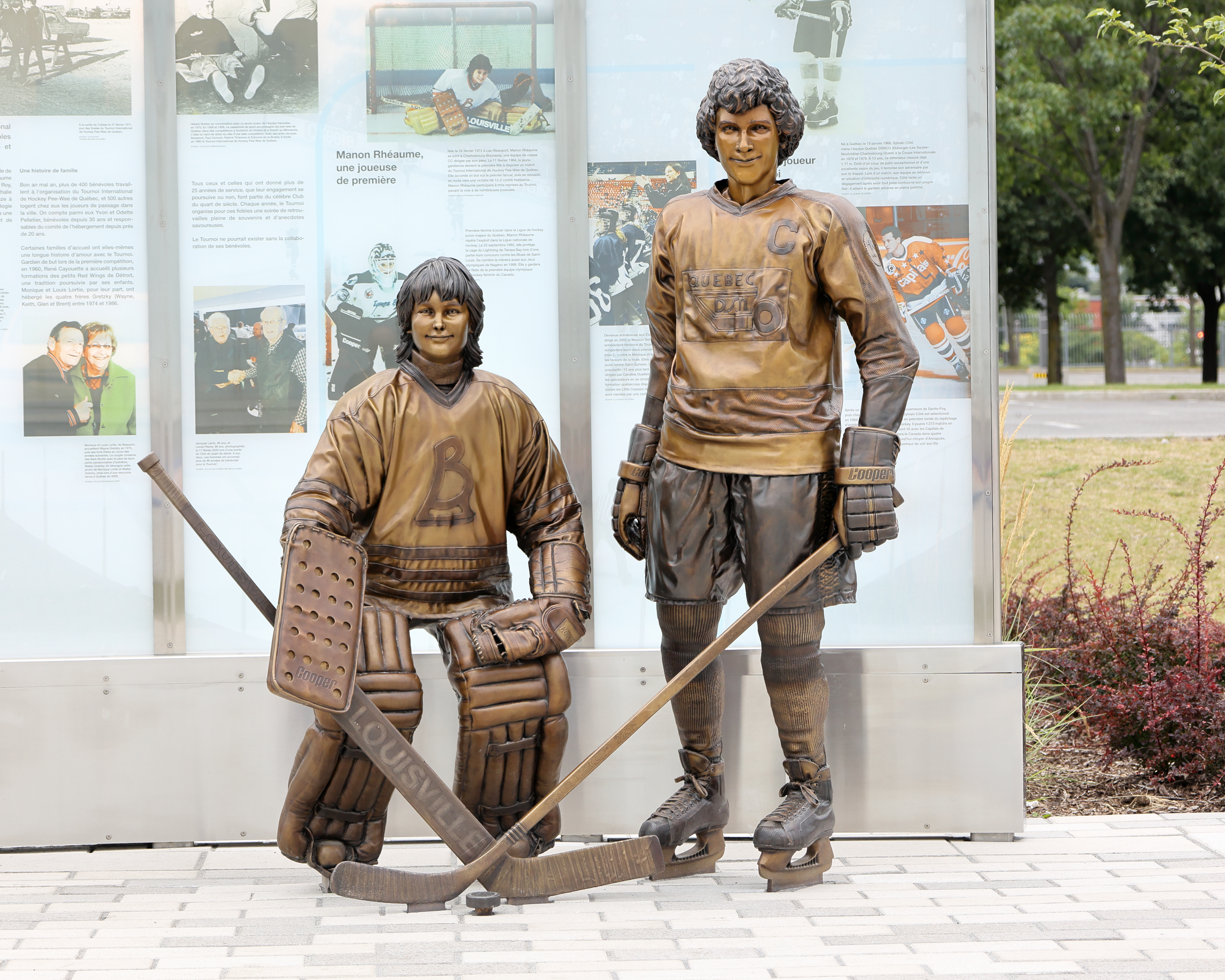
Hommage aux bénévoles du tournoi international de hockey pee-wee de Québec avec la représentation de Manon Rhéaume et de Sylvain Côté présent à la Place-Jean-Béliveau à Québec